# Mycobatidae
Mycobatidae zijn  een familie van mijten. Bij de familie zijn 20 geslachten met circa 135 soorten ingedeeld.